# 嘀咕
嘀咕是中国大陆地区一个提供微型博客服务的类Twitter网站，用户可以通过网页、WAP页面、手机短信／彩信、IM软件（包括QQ、MSN、Gtalk）和其它API应用发布消息（限定140字以内）或上传图片。用户间通过互相关注、私信、或@对话等方式互动。现已关闭。

## 理念
创始人李松称其初衷是将手机拍摄的照片方便的上传和分享给亲友。并坦言嘀咕网从成立之初就是娱乐导向，所以和其他一些中国微博客网站相比，嘀咕更娱乐化。
嘀咕是目标的全方位开放，打通其它开放API的网站（例如Myspace、Facebook、51.com、开心网、博客中国）。

## 历史
- 2009年2月18日 嘀咕上线。
- 2009年7月22日 “嘀咕”网站进入升级维护状态。
- 2009年8月3日 一款使用嘀咕API发送照片的手机客户端“嘀咕火兔”向用户发送电子邮件通告，内容是“嘀咕火兔”改名为“火兔网”，原“嘀咕”网的用户资料与数据转移到“火兔网”，用户可以用原嘀咕账号登陆并继续交流。
- 2009年10月26日 嘀咕恢复访问。